# پلیمرهای شبکه‌ای
در این نوع پلیمرها دو یا چندین زنجیر به صورت اتصالات عرضی به هم متصل شده‌اند. با یک درجة کم از شبکه‌ای شدن، یک شبکه شل که اساس دو بعدی دارد، بدست می‌آید. درجه بالای شبکه‌ای شدن باعث شکل‌گیری یک ساختار سفت سه بعدی می‌شود. شبکه‌ای شدن معمولاً در اثر واکنش شیمیایی ایجاد می‌شود. یک مثال از ساختار شبکه ای دو بعدی ولکانش لاستیک است که به وسیلة اتم‌های گوگرد تشکیل می‌شود. پلاستیک‌های گرماسخت مثالهایی از شبکه‌ای شدن بالا هستند و ساختار آنها در اثر گرما به جای ذوب شدن، تجزیه می‌شود یا می‌سوزد.